# Extranet
Das Extranet nach ISO/IEC 2382 ist eine Erweiterung des Intranets um eine Komponente, die nur von einer festgelegten Gruppe externer Benutzer verwendet werden kann. Extranets dienen der Bereitstellung von Informationen, die zum Beispiel Unternehmen, Kunden oder Partnern zugänglich gemacht werden, nicht aber der Öffentlichkeit.
Extranets ermöglichen den effizienten Austausch von vertraulichen Daten über Unternehmensgrenzen hinweg und eignen sich gut, um die Kommunikation entlang der Wertschöpfungskette zu beschleunigen.

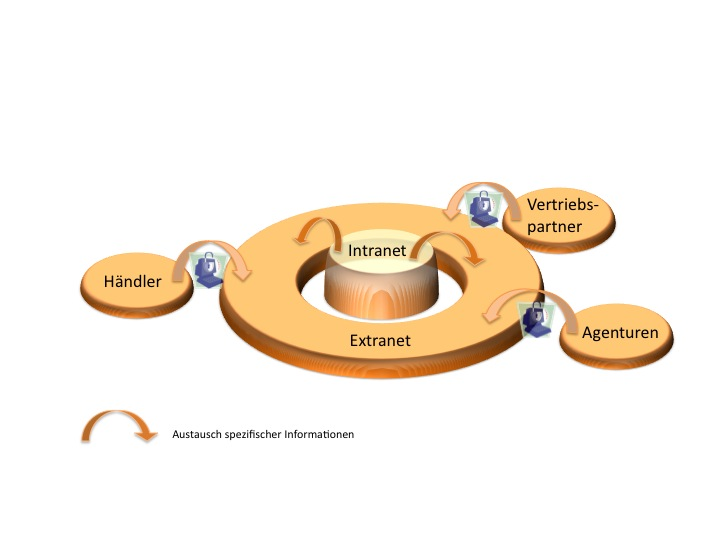
Intranet Extranet

## Technik
Das Extranet nutzt die gleichen Techniken wie das Internet (u. a. TCP/IP, UDP).
Das Extranet kann über Schutzmechanismen an das Internet angeschlossen oder ein vollkommen separates privates Netz sein, welches nur durch eine separate Standleitung oder Einwahl erreichbar ist. Häufig anzutreffen sind Virtual Private Networks (VPN), die die private Verbindung über ein öffentliches Netz tunneln.
Zur Sicherung der Verbindung können auch verschiedene Verschlüsselungsmethoden verwendet werden.